# Elsebrit Håkansson
Elsa Brita "Elsebrit" Håkansson, född 4 april 1908 i Stora Herrestad i Skåne, död 28 januari 2000 i Lund, var en svensk målare och tecknare. 
Håkansson studerade vid Skånska målarskolan i Malmö samt under vistelser i Frankrike och Spanien. Hennes konst består av porträtt, figurmotiv och spanska landskap, ofta med stiliserade exteriörer. Håkansson är gravsatt i minneslunden på Norra kyrkogården i Lund.